# フィンリャンツキー駅
フィンリャンツキー駅（ロシア語: Финля́ндский вокзал）は、ロシア連邦のサンクトペテルブルクにおける5つのターミナル駅の1つである。ヘルシンキやヴィボルグ方面の列車が発着し、駅名は「フィンランドの」を意味する。
十月革命の前の1917年4月3日（ユリウス暦）にウラジーミル・レーニンが亡命先のスイスからロシアに帰国する際に降り立った駅として有名である。

## 歴史

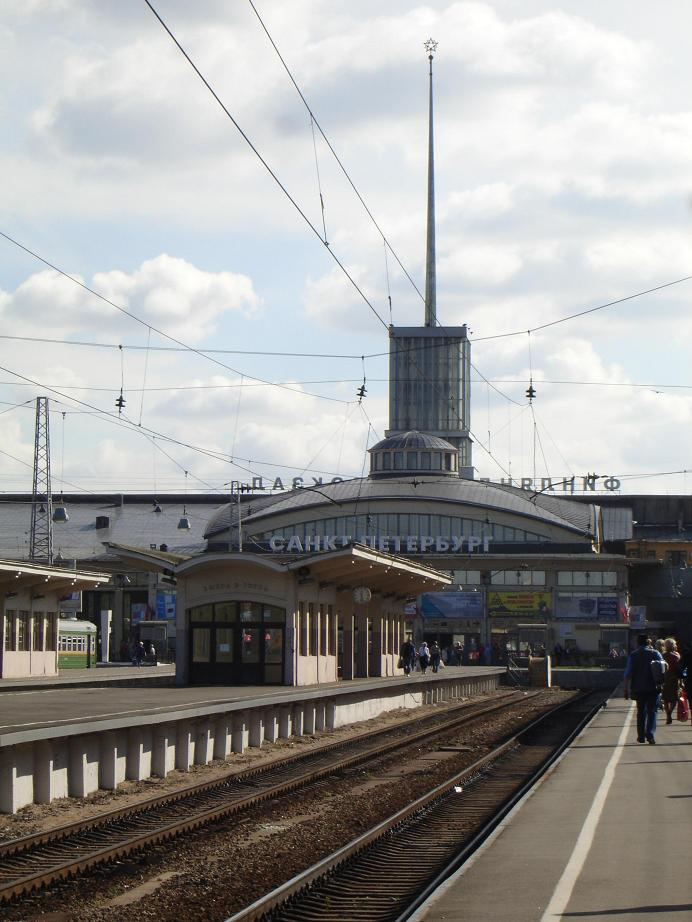
プラットフォーム

1870年にフィンランド鉄道のリーヒマキ・サンクトペテルブルク鉄道のターミナル駅として開業した。駅舎はスウェーデンの建築家によって設計された。当時のフィンランドはロシア帝国の影響下にあり、この鉄道の建設はロシアへの忠誠の意味があった。現在の駅舎は1960年に建て替えられた現代的なデザインの建物である。建物の正面から見て左側（西側）はサンクトペテルブルク地下鉄1号線のプロシャチ・レニナ（レーニン広場）駅の南出入口となっている。

### ロシア革命

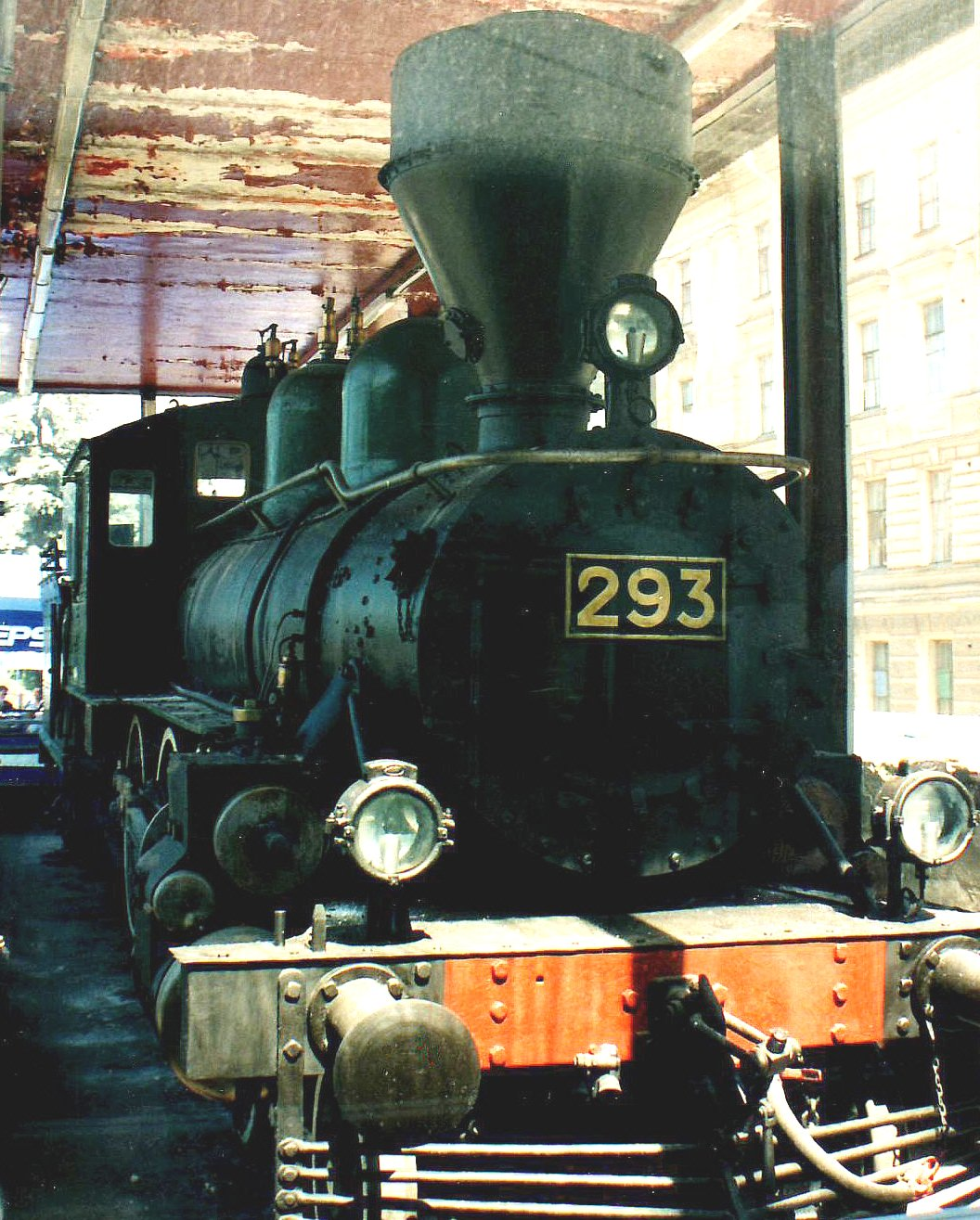
レーニンの帰国の際に使用された蒸気機関車

1918年まではフィンランド鉄道によって運営されていたが、ロシア革命によってフィン人と鉄道職員がフィンランド本国に避難すると共に、リーヒマキ・サンクトペテルブルク鉄道はロシアに譲渡された。代わりにロシアが所有していたヘルシンキのアレクサンドル劇場がフィンランドに譲渡された。
七月蜂起の騒動の後に労働者と兵士はが臨時政府の軍隊と衝突したとき、レーニンは身の安全と逮捕から逃れるためにフィンランドに逃れなければならなかった。レーニンは秘密裏にフィンランドに戻ると同時に鉄道労働者として身分を隠した。その時に使用された蒸気機関車は1957年にフィンランドからソビエト連邦に贈られ、現在も駅のホームに保存および展示されている。

### 第二次世界大戦
1941年から43年のレニングラード包囲戦の間、フィンランドスキー駅はレニングラードで唯一使用され続けたターミナル駅であった。レニングラードとラドガ湖西岸近くを結び、ドイツ軍に占領されていない地域からの物資供給は湖の氷上を介して行われ、このルートは「命の道」と呼ばれた。

### レーニン像の損傷
2009年4月1日未明に駅前のレーニン広場にあるレーニン像が爆弾で爆破され、80 - 100cmの穴が像の後ろに生じた。

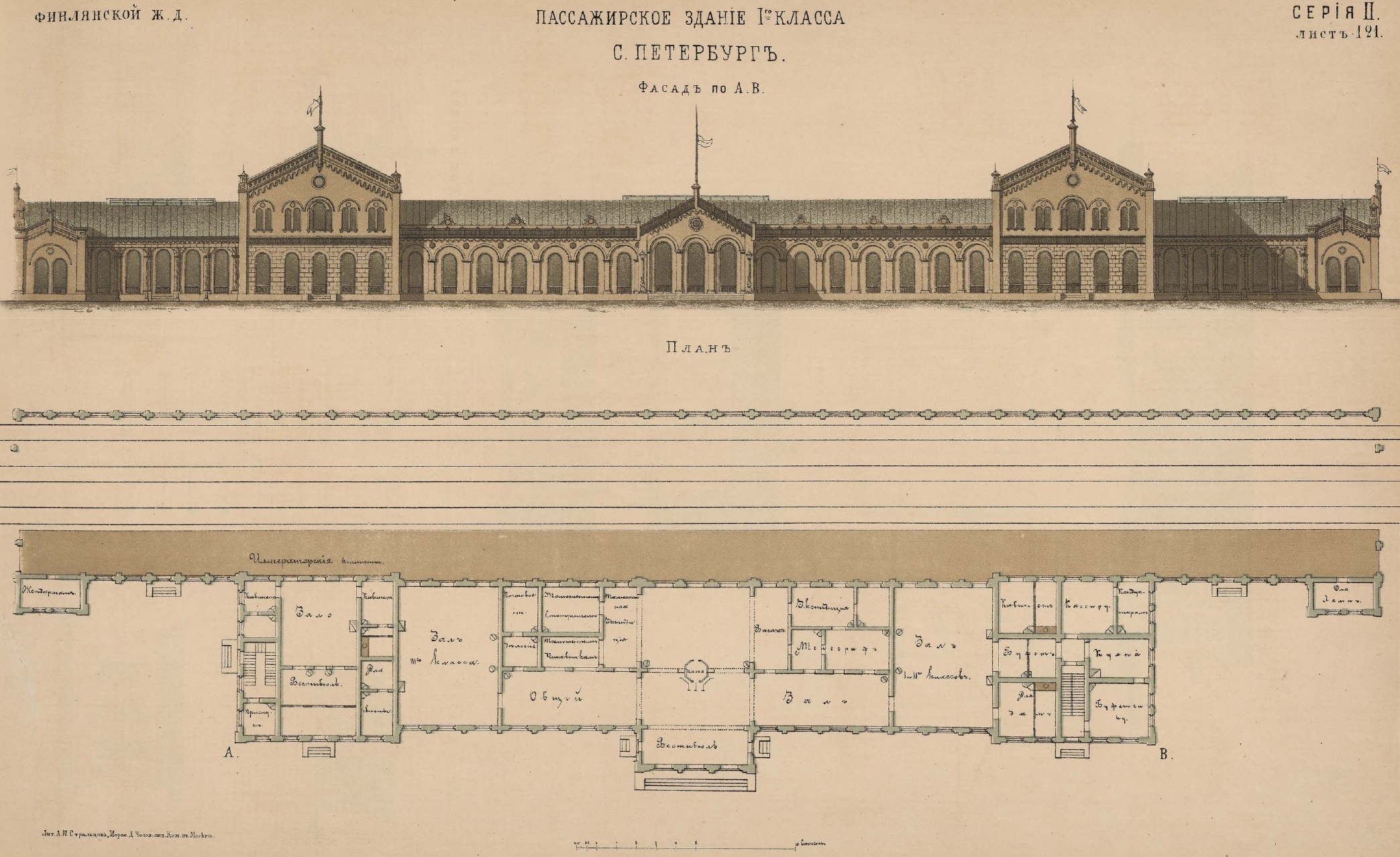
旧駅舎
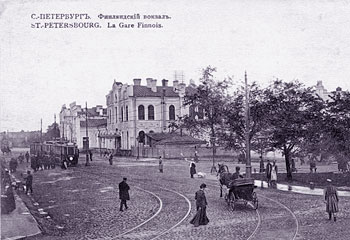
1910年の旧駅舎
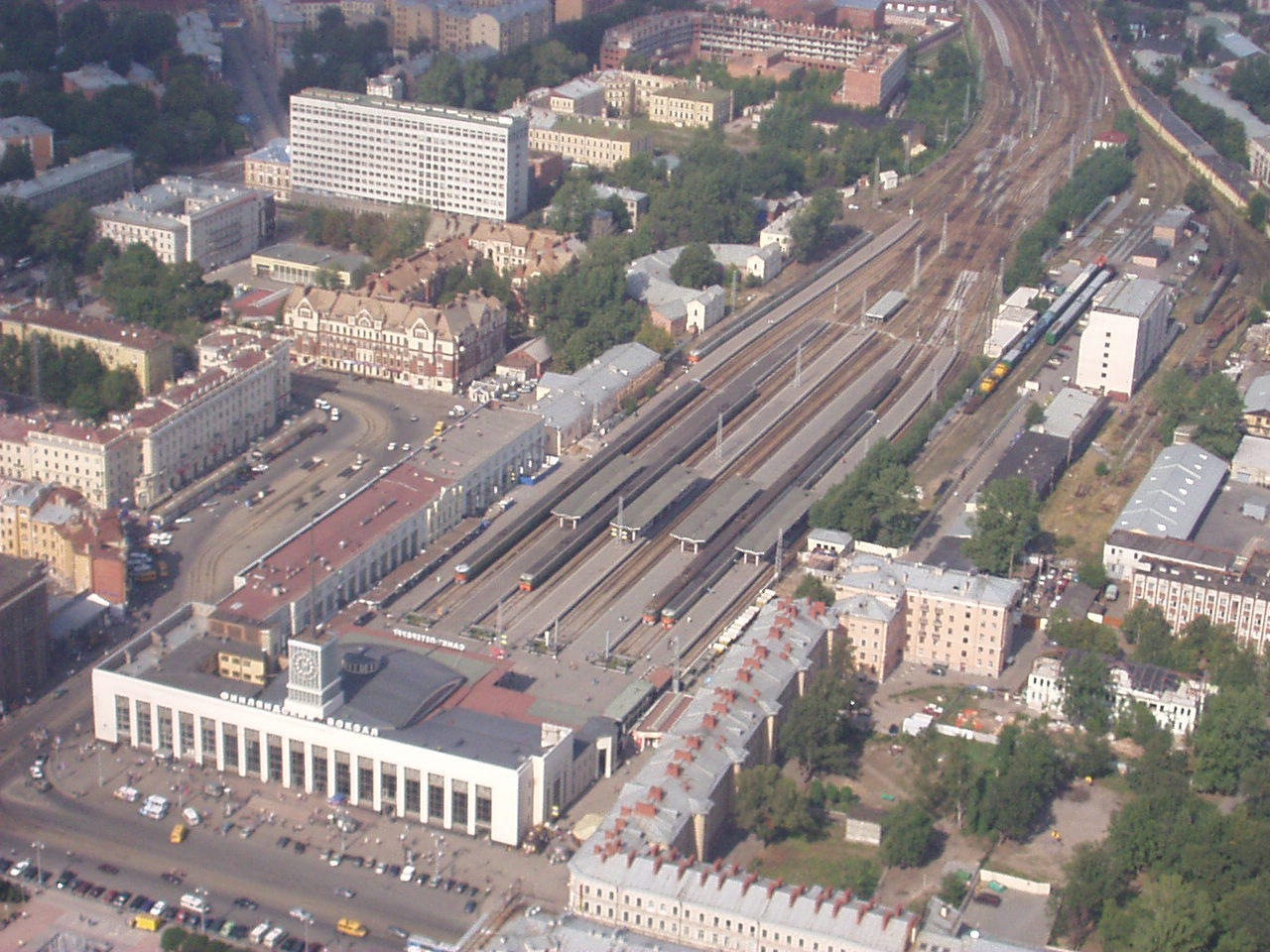
2006年　上空から

## 列車
カレリアントレインズをはじめ、ヘルシンキ方面からの列車が発着（ヘルシンキからモスクワ方面に直通する列車はラドシュスキー駅を経由）していたが、2019年から始まった新型コロナウイルス感染症の世界的流行が両国で顕在化した2020年3月に高速列車「アレグロ」の運行は停止された。その後2021年12月に2往復で限定的に運行が再開されたが、2022年2月にロシアのウクライナ侵攻が開始されると、フィンランドは他の欧州連合(EU)諸国と共にロシアへの経済制裁を科し、最終的に「アレグロ」の運行は3月28日をもって再び停止された。
このほか、セストロレツク、ゼレノゴルスク、プリモルスク、ヴィボルグ、プリオゼルスク方面などへの普通列車（エレクトリーチカ）も発着する。